# Kultura popularna Korei
Koreańska kultura popularna, k-pop – pojęcie początkowo kojarzone z rodzajem muzyki, które jednak ze względu na rozwój społeczno-gospodarczy Korei Południowej, a także napływ koreańskich gwiazd do krajów Zachodu, zostało poszerzone o inne aspekty kultury popularnej. Należą do nich m.in.:
- muzyka
- kino oraz seriale koreańskie
- sport oraz gry komputerowe
- moda
- kuchnia
- literatura

Obecnie muzyka i jej wykonawcy wciąż mają największy udział w kształtowaniu południowokoreańskiej kultury popularnej.

## Muzyka
Koreańska muzyka popularna łączy się z wieloma innych gatunkami, takimi jak muzyka elektroniczna, rock i pop czy też hip-hop. Poza wspólną nazwą, wszystkie te style łączy podobny klimat tworzony przez układy taneczne, starannie dobraną garderobę w intensywnych kolorach i z wieloma akcesoriami, zgodnie z obecną modą, oraz, nierzadko, pełny makijaż – zarówno u wykonawców płci żeńskiej, jak i męskiej. Dla większości artystów warunkiem międzynarodowej kariery jest wpasowanie się w konkretny kanon urody. By sprostać tym wymogom, wielu z nich decyduje się na zabiegi chirurgii plastycznej. W utworach k-popowych język koreański bardzo często miesza się z językiem angielskim, głównie z bardzo popularnymi zdaniami, np. „I love you", nadając piosenkom wymiar bardziej uniwersalny. Zarówno wygląd wykonawców tej muzyki, jak i angielskie fragmenty w piosenkach, przyczyniają się do znacznego zwiększenia popularności tej dziedziny koreańskiej popkultury, także poza granicami kraju. Od kilku lat koreański przemysł muzyczny i jego przedstawiciele powoli zyskują uznanie na Zachodnim rynku. Przejawia się to coraz częstszymi trasami koncertowymi, funkcjonowaniem sklepów internetowych oferujących płyty, DVD z koncertami oraz oficjalne gadżety dla fanów, takie jak koszulki i bluzy z nazwą zespołu bądź podobizną artysty.

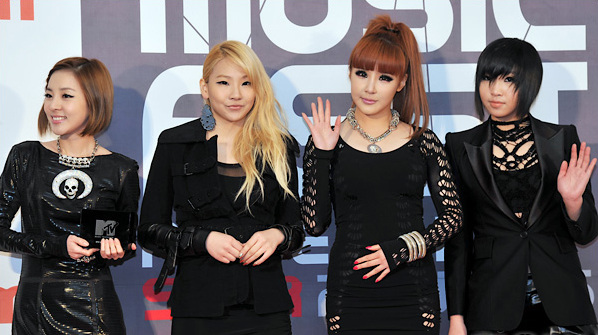
Girlsband 2NE1

Muzyka popularna muzyka jest często stosowanym elementem w filmach promujących kampanie społeczne dotyczące oszczędzania prądu, bezpiecznego prowadzenia pojazdów czy też akcji przeciw paleniu papierosów. Reklamy produktów większych firm, takich jak Samsung, LG czy też Lotte, bardzo często ukazują się w teledyskach znanych artystów lub popularnych boysbandów i girlsbandów. Ważnym elementem promocji zarówno „produktu”, jakim stają się koreańscy artyści, jak i kultury popularnej, którą Koreańczycy chcą pokazywać poza granicami kraju, są programy rozrywkowe: muzyczne, taneczne, kulinarne, sportowe, talk-show oraz takie, które nie należą do żadnego konkretnego gatunku – ich popularność jest zależna od udziału idoli w danej produkcji.

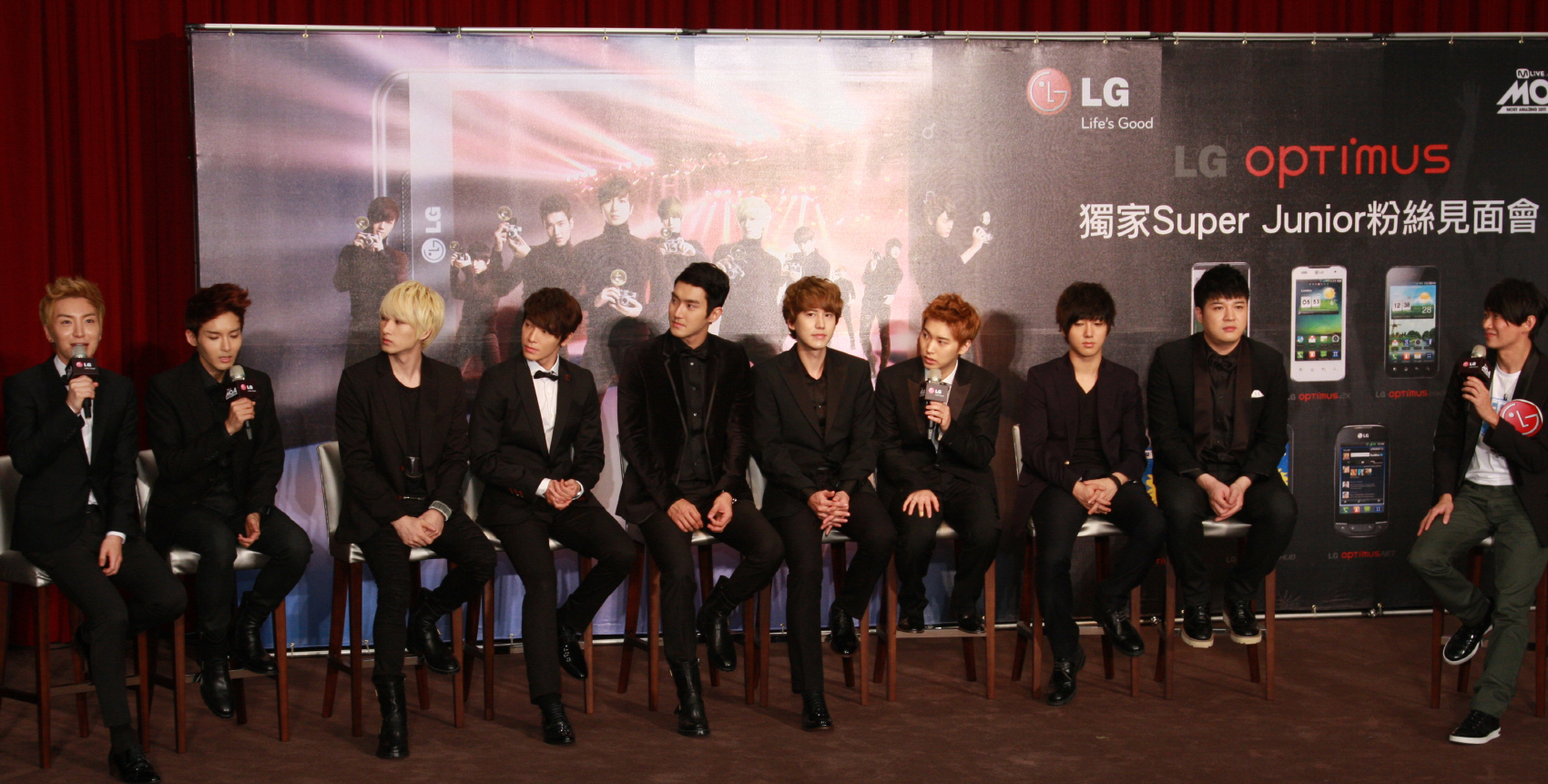
Boysband Super Junior

## Kino i seriale koreańskie
Filmy wyprodukowane w Korei Południowej docierają również do publiczności poza Półwyspem Koreańskim. Schematy często powtarzane w historii współczesnego kina sprawiają, że produkcje koreańskie zakwalifikowane jako komedie mogą okazać się znacznie trudniejsze w odbiorze dla przeciętnego widza na kontynencie amerykańskim czy europejskim i często wymagać od niego refleksji. Niektóre problemy codzienne lub drobne rozterki bohaterów mogą być odbierane w najróżniejszy sposób z powodu występujących różnic kulturowych i wielokrotnego przekładu – najczęściej na język angielski, który stanowi bazę do tłumaczeń na inne języki. Tłumaczenia podejmują się przede wszystkim fani kina koreańskiego.
Seriale koreańskie podlegają nieco innym zasadom, niż produkcje europejskie czy amerykańskie. Tzw. dramy to seriale obejmujące od kilku do nawet stu odcinków o bardzo zróżnicowanej tematyce. Podobnie jak w przypadku programów rozrywkowych, można wśród nich wyróżnić gatunki: muzyczny, kulinarny, sportowy, a także medyczny i szkolny. Do gatunku cieszącego się dużą popularnością wśród publiczności należą seriale historyczne. Jest również wiele serii poruszających wątki polityczne i społeczno-gospodarcze. Wspólną cechą wszystkich wymienionych gatunków, poza bardzo częstym wątkiem romantycznym między głównymi bohaterami, jest sposób kreowania obrazu społeczeństwa oraz stylu życia poszczególnych grup społecznych. Bardzo chętnie stosowanym schematem jest kontrastowanie środowiska zamożnego z zupełnie przeciętnym, czy wręcz biednym lub marginalnym i problem wynikający ze zderzenia tych dwóch światów. Zwykle wiąże się to z nawiązaniem się miłości między przedstawicielami tych dwóch grup – takie związki zazwyczaj borykają się z przykrymi konsekwencjami i mają istotny wpływ na wiele postronnych, pozornie niezwiązanych z bohaterami osób. Również w przypadku serialu koreańskiego przypisanie go do konkretnego gatunku, np. komedii romantycznej – bardzo popularnej i produkowanej na wielką skalę, podlega innego rodzaju schematom niż serie telewizyjne produkowane np. w USA. Międzynarodowy fenomen zjawiska serialu koreańskiego rozpoczęła emisja melodramatu Winter Sonata w 2002 roku – od tamtego momentu dobrze prosperująca machina kinematograficzna ani na chwilę się nie zatrzymuje, a seriale i filmy można obejrzeć na każdym kontynencie i w niemal każdym kraju na świecie.
Wspólnym celem wymienionych form wizualnych jest wykreowanie konkretnych stylów życia i stworzenie takich postaci, by trudno było określić, czy są bohaterami stojącymi po stronie dobra, czy zła, tylko utrudniającymi w życie głównego bohatera. Za wywieranie takiego wrażenia niewątpliwie odpowiedzialne są traumatyczne historie – każda postać ma bowiem swoją przeszłość, naznaczoną bólem, stratą lub innymi niekomfortowymi sytuacjami. To w niej można szukać usprawiedliwień dla różnych zachowań, co może prowadzić do trudności w interpretacji roli danej postaci.

## Sport i e-sport
Dyscypliny sportowe w Korei można podzielić na tradycyjne, narodowe i popularne. Do narodowych sportów koreańskich zalicza się współcześnie sztuki walki, takie jak Taekwondo, Taekkyon oraz Hapkido; z kolei do dyscyplin tradycyjnych należą: łucznictwo, puszczanie latawców, walki byków i zapasy, które swoją formą przypominają japońskie sumo. Tradycyjny taniec jest kwestią bardzo sporną i oficjalnie nie został uznany za sport tradycyjny. Sporty popularne to te, które przybyły zza granicy. Zalicza się do nich m.in. piłka nożna – współorganizowanie mistrzostw w 2002 roku miało bardzo duży wpływ na rozwój gospodarczy Korei. Dużą popularnością cieszy się również baseball i stopniowo, coraz bardziej, koszykówka oraz łyżwiarstwo figurowe, które swoją popularność zawdzięczają zwycięstwom odnoszonym na arenie międzynarodowej przez Kim Yunę.
Gry komputerowe również zaliczają się do dyscyplin sportu, a dokładniej należą do nowej dziedziny, czyli e-sportu. Szczególną popularnością cieszy się gra StarCraft – do tego stopnia, że powstał zawód profesjonalnego gracza. Budowane są ponadto specjalne areny na użytek rozgrywanych „meczów”, które czasami przyciągają nawet po 100000 osób. Rozgrywki można też śledzić w telewizji. Również ta dziedzina kultury popularnej często łączy się z działalnością artystów. W czasie Mistrzostw Świata w piłce nożnej, rozgrywających się w RPA w 2010 roku, powstawały specjalne muzyczne projekty, które miały zagrzewać koreańskich piłkarzy do walki. W projekcie wzięły udział dwa zespoły – BIG BANG (w projekcie wystąpiła Kim Yuna) i Super Junior – był to kolejny przykład na to, jak koreańscy przedsiębiorcy kreują wizerunek swojego kraju i społeczeństwa dla reszty świata.

## Moda
Koreańska moda współkształtuje fenomen k-popu. Po raz pierwszy na większą skalę koreańskie trendy przyjęły się w Japonii w 2002 roku po emisji serialu Winter sonata, kiedy to widzowie kopiowali fryzurę głównego bohatera lub tak samo jak on nosili wełniane szale. Projektanci tworzą specjalnie na potrzeby seriali, filmów czy zespołów. Większe wytwórnie artystyczne oraz korporacje nawiązują również kontrakty z firmami odzieżowymi i tekstylnymi, zapoczątkowując i rozwijając tym samym nowe nurty i trendy w modzie.
Chociaż moda należy do szybko zmieniających się elementów popkultury, biorąc pod uwagę wymogi koreańskiego przemysłu muzycznego można wskazać kilka cech, które ją charakteryzują. W przypadku kobiet najbardziej popularne są krótkie spodenki oraz sukienki odsłaniające długie nogi, obuwie – adidasy, trampki lub szpilki, oraz koszulki i bluzki, które podkreślają figurę. Bardziej skomplikowana jest kwestia mody męskiej, szczególnie u idoli. Pastelowe kolory, obcisłe spodnie, rzucające się w oczy koszulki i bluzki lub czasami ich brak, wielość akcesoriów oraz mocny makijaż w Korei Południowej przyjmowane są bez zdziwienia, a nawet uznawane za kolejną cechę, którą chętnie kopiują. Tymczasem przeciętny odbiorca na Zachodzie w skrajnym przypadku może te trendy odczytać jako nadmierny wpływ środowisk homoseksualnych i na podstawie potocznych skojarzeń uznać całą ideę koreańskiej popkultury za gorszącą.
Trendy obowiązują w sferze ubioru oraz w standardach urody. Bardzo istotna dla wizerunku jest twarz – powinna być zadbana i mała. Oczy coraz częściej poprawiane są zabiegami chirurgicznymi. Włosy rzadko pozostawione są w naturalnym kolorze, bardzo popularne jest farbowanie na blond i na rudo – u kobiet często ceni się długie, zadbane włosy, u mężczyzn panuje w tym w tym względzie dowolność – w granicach dobrego smaku, dyktowanego zdaniem fanów.
W obrębie filmów i seriali moda ma dwa kierunki. W gatunku historycznym można podziwiać najróżniejsze wersje stroju narodowego hanbok. Świadomość nabytą podczas oglądania na temat różnic w strojach uzależnionych od pozycji społecznej trzeba skonfrontować z rzeczywistością nowoczesności i potrzebami scenografii, nie zawsze zgodnymi z kontekstem fabularnym. W serialach współczesnych spójność również jest nieutrzymana.

## Kuchnia

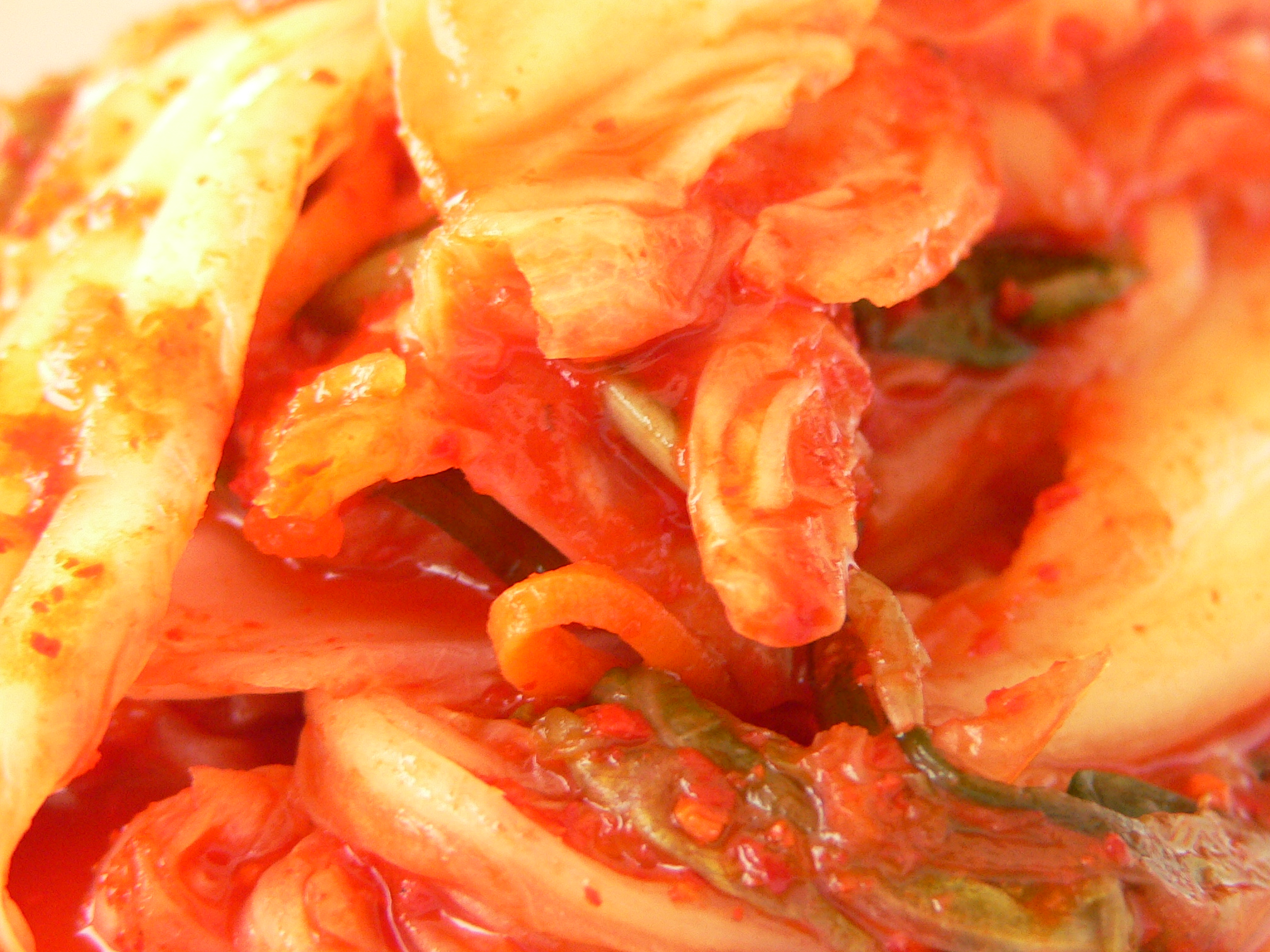
Kimchi

Wiele koreańskich potraw można poznać, oglądając programy rozrywkowe oraz seriale. Na tej podstawie jesteśmy w stanie wywnioskować, że kuchnia koreańska w dużej mierze opiera się na daniach mięsnych, ryżu, warzywach i wielości przypraw. Najbardziej rozpoznawalnym daniem na zachodzie jest kimchi, które w koreańskiej diecie jest obecne zawsze i serwowane do każdej potrawy. Samo w sobie nie jest uznawane za danie, a raczej bazę do wielu posiłków. Dużą popularnością cieszy się kimbap, który do złudzenia przypomina japońskie sushi i właściwie stanowi jego koreańską wersję, a także ramyeon, podobny nieco do ramenu, i inne warianty podłużnych klusek lub makaronu. Na Zachodzie, szczególnie w krajach europejskich, błędnie nazywane są one „zupkami chińskimi”. Dostęp do koreańskich produktów spożywczych poza granicami Korei Południowej zawdzięczamy lojalności narodu względem swojej kuchni i silną negacją „obcego” jedzenia – wyjeżdżający z kraju biznesmeni lub studenci zwykle mają ze sobą zapas swoich narodowych specjałów.

## Literatura
Pierwsze utwory literackie, jakie powstały na Półwyspie Koreańskim, były przekazywane wyłącznie ustnie. Należą do nich legendy, pieśni, ballady oraz pansori (połączenie śpiewu i gry na tradycyjnych instrumentach muzycznych). W późniejszych wiekach te utwory zostały spisane. Część z nich znajduje się w Samguk sagi i Samguk yusa. Te powstałe w 1146 i 1285 roku kroniki opisują realia z okresu Trzech Królestw i stanowią obszerne źródło wiedzy na temat życia w tym czasie.
Klasyczna poezja koreańska składa się z wielu typów utworów: popularne były zarówno dłuższe hyangga, często poświęcone buddyzmowi, jak i krótsze gasa, które zwykle opisywały miłość lub przyrodę.  
Pierwsze utwory zapisywano w klasycznym języku chińskim, czyli hanja. Dopiero od XV w. zaczęły powstawać utwory w języku koreańskim, na co miało wpływ utworzenie hangula, czyli koreańskiego alfabetu. Wówczas po koreańsku pisano jednak niezwykle rzadko, ponieważ uważano, że jest to język ludzi prostych i niewykształconych.
Na przełomie XIX i XX w., po upadku ostatniego koreańskiego królestwa, czyli Joseon, na skutek aneksji Korei przez Japonię, powstała tzw. sinchesi, czyli „nowa poezja”, oraz sinsoseol, czyli „nowa powieść”. Bazowały one na tradycyjnych utworach, ale w nowej, zmienionej formie. Ich pojawienie się często utożsamiane jest z rozpoczęciem okresu nowoczesnej literatury koreańskiej.
Literatura lat 20. XX w., naznaczonych okupacją japońską, poruszała kwestie wolności, oświecenia i nowoczesności. Tworzyli też autorzy, którzy fascynowali się modernizmem, surrealizmem i sztuką awangardową, np. Yi Sang i jego powieść Skrzydła, w której wykorzystał on technikę strumienia świadomości.
Większość wojennej i powojennej literatury koreańskiej dotyczy bólu, chaosu i codziennego życia zwykłych ludzi, którzy zmagają się z powojenną traumą. Często poruszany jest też problem odrzucenia tradycyjnych wartości. W związku z tym na początku lat 60. XX w. wielu autorów zaczęło skupiać się na odnowieniu tradycyjnego humanizmu, choć wielu też zainteresowało się nowoczesnymi trendami. W latach 60. i 70. XX w. literatura dotyczyła głównie realiów politycznych i problematyki związanej z nagłą industrializacją kraju.
Koreańska proza jest najmniej rozpowszechnionym i reklamowanym elementem kultury poza granicami kraju swojego pochodzenia. Nie oznacza to, że obecnie poza Koreą nie jest ona dostępna. Aż do 1980 roku literatura koreańska była popularna jednak jedynie na terenie Półwyspu Koreańskiego. Ta sytuacja zaczęła się stopniowo zmieniać w latach 90. XX w. dzięki powołaniu Literature Translation Institute of Korea. Ta instytucja, założona w 1996 roku, do dziś zajmuje się promowaniem literatury koreańskiej na świecie. Sponsoruje ona tłumaczenia i publikacje książek poza granicami Korei, dzięki czemu koreańska literatura staje się coraz popularniejsza na świecie. Obecnie w wielu krajach funkcjonują wydawnictwa zajmujące się tą dziedziną, również w Polsce.
W Polsce pierwszym wydawnictwem poświęconym promocji kultury azjatyckiej, a w szczególności koreańskiej, było założone w 2007 roku wydawnictwo Kwiaty Orientu. Zajmuje się ono publikacją zarówno przetłumaczonych powieści autorów koreańskich, jak i książek na temat Korei. Dzięki działalności podobnych wydawnictw wiele powieści zyskało status bestsellera, np. Zaopiekuj się moją mamą autorstwa Shin Kyung Sook.
Czytelnictwo w Korei w niemałym stopniu skupia się również na komiksach – manhwie, która może być kojarzona z japońską mangą. Ta forma poza Azją dostępna jest jedynie w Internecie, nie zawsze jednak tłumaczona na inne języki, jak to jest w przypadku seriali, filmów i książek.